# Aleksandr Stoletow
Aleksandr Grigorjewicz Stoletow, ros. Алекса́ндр Григо́рьевич Столе́тов (ur. 29 lipca?/10 sierpnia 1839 we Włodzimierzu, zm. 15 maja?/27 maja 1896 w Moskwie) – rosyjski fizyk, profesor uniwersytetu w Moskwie. Odkrył zależność prądu wyładowania niesamoistnego w gazie od jego ciśnienia (tzw. zjawisko Stoletowa). Autor doniosłych prac nad zjawiskiem fotoelektrycznym, odkrywca pierwszego prawa zjawiska fotoelektrycznego. Badał też podatność magnetyczną stali miękkiej, zajmował się badaniem stanów krytycznych.

## Życiorys

### Dzieciństwo i młodość
Pochodził z rodziny mieszczańskiej, był synem średniozamożnego kupca, jednym z sześciorga rodzeństwa. Matka, Aleksandra Wasiljewna, była, jak na tamte czasy, kobietą wykształconą, uczyła swoje dzieci języka rosyjskiego i arytmetyki do czasu ich wstąpienia do gimnazjum.
Już jako czteroletni chłopczyk Stoletow posiadł umiejętność czytania. Był dzieckiem chorowitym, czas spędzał przeważnie w domu i czytanie było jego ulubionym zajęciem. W późniejszym okresie życia zamiłowanie do czytania przekształciło się u niego w potrzebę twórczości literackiej.
W 1849 Aleksandr wstąpił do gimnazjum. Tam wraz z grupą kolegów wydawał ręcznie pisane czasopismo, w którym opublikował m.in. swoją autobiograficzną powieść Moje wspomnienia. Młody Stoletow w ślad za swoim starszym bratem Nikołajem opanował język francuski, a pod wpływem starszej siostry Wareńki poważnie zainteresował się muzyką. Gimnazjum ukończył w 1856 z prawem wstąpienia na uniwersytet bez egzaminu. Jesienią tego samego roku został studentem uniwersytetu w Moskwie, na wydziale matematyczno-fizycznym, otrzymując państwowe stypendium.

### Okres pracy na uniwersytecie
Uniwersytet ukończył z wyróżnieniem w 1860. Dwa lata później wyjechał za granicę, gdzie pracował pod kierunkiem Kirchhoffa, który nazywał go swoim najbardziej utalentowanym uczniem ; na uniwersytecie w Heidelbergu i Webera w Getyndze. Przez pewien czas przebywał też w Paryżu i Berlinie Po powrocie w 1866 roku do ojczyzny rozpoczął prace jako wykładowca fizyki matematycznej na uniwersytecie w Moskwie. Tam też obronił pracę magisterską pod tytułem Ogólne zagadnienie elektrostatyki i sprowadzenie go do prostszego przypadku, i uzyskał tytuł docenta.
W roku 1871, przygotowując pracę doktorską udał się ponownie za granice, by w pracowni Kirchhoffa opracować część eksperymentalną tematu. Wyniki tej pracy, obronionej w roku 1872 i zatytułowanej Badanie funkcji namagnesowania stali miękkiej miały doniosłe znaczenie praktyczne w zakresie elektrotechniki. Sam fizyk tak scharakteryzował praktyczne znaczenie swojej pracy:

Zbadanie funkcji namagnesowania stali może mieć wagę praktyczną przy budowie i użytkowaniu zarówno elektromagnetycznych silników, jak też tych elektromagnetycznych urządzeń nowego rodzaju, w których czasowe namagnesowanie stali odgrywa główną rolę. Znajomość własności żelaza (...) jest tu niezbędna w tym samym stopniu, co znajomość właściwości pary w teorii maszyn parowych. Tylko posiadając taką wiedzę będziemy umieli rozważyć a priori konstrukcję podobnego urządzenia i z góry przewidzieć jego pożyteczne działanie.

Rok 1872 zaowocował także otwarciem laboratorium fizycznego, na stworzenie którego Stoletow poświęcił wiele sił i środków. Dzięki temu rosyjscy fizycy nie byli już zmuszeni wyjeżdżać za granicę w celu przeprowadzenia swoich eksperymentów. W czerwcu tegoż roku Stoletow uzyskał tytuł profesora nadzwyczajnego, a w roku 1873 – profesora zwyczajnego. Wykładał z początku fizykę matematyczną i geografię fizyczną, później fizykę doświadczalną.

### Działalność naukowa i dydaktyczna
Praca doktorska przyniosła mu światowe uznanie. W 1874 został zaproszony na uroczystości w związku z otwarciem laboratorium fizycznego przy uniwersytecie Cambridge, a w roku 1881 reprezentował naukę rosyjską na I Ogólnoświatowym Kongresie Elektroników w Paryżu. Zaprezentował tam swoje rezultaty dotyczące określenia współczynników proporcjonalności między jednostkami elektrostatycznymi i elektromagnetycznymi. Na jego wniosek ustanowiono jednostkę oporu elektrycznego: om, a także jego etalon.
W 1888 Stoletow rozpoczął badanie fotoefektu, odkrytego rok wcześniej przez Hertza. Badania te, trwające dwa lata, przyniosły uczonemu światową sławę.
W 1889 opublikował ich rezultaty w fundamentalnej pracy Aktino-elektriczeskije issledowanija (tak Stoletow nazywał fotoefekt). Przeprowadzając serię oryginalnych eksperymentów Stoletow odkrył pierwsze prawo fotoefektu (zwane prawem Stoletowa), zgodnie z którym wielkość fotoprądu jest wprost proporcjonalna do intensywności padającego światła. Prawo to stało się podstawą przy stworzeniu pierwszego fotoelementu. Badania Stoletowa położyły osnowy pod nową gałąź współczesnej fizyki – fotometrię.
Stoletow był zapalonym popularyzatorem fizyki, potrafił rozbudzić zainteresowanie tą dziedziną u swoich licznych uczniów, do których miał ojcowski stosunek. Pisał cenione prace popularnonaukowe. Prócz zajęć na uniwersytecie Stoletow sporo czasu poświęcał pracy w Towarzystwie amatorów nauk przyrodniczych i w Muzeum nauk stosowanych. Spędzając niemal każde lato za granicą, Stoletow miał możliwość utrzymywania kontaktów z wybitnymi fizykami zachodnioeuropejskimi. Brał udział w międzynarodowych kongresach, był członkiem wielu towarzystw naukowych, zarówno rosyjskich, jak i zagranicznych (m.in. Honorowym członkiem kijowskiego towarzystwa matematyczno-fizycznego, członkiem towarzystw Moskiewskiego matematycznego, paryskiego fizycznego Societe Francaise de Physique, członkiem założycielem paryskiego Societe internationale des electriciens, londyńskiego Institution of Electrical Engineers). Stoletow interesował się także literaturą i sztuką

### Załamanie i choroba
W roku 1893 trójka akademików: Czebyszow Bredichin i Biekietow, zgłosiła wniosek mianowania Stoletowa członkiem Rosyjskiej Akademii Nauk. Jednakże wielki kniaź Konstantyn nie dopuścił kandydatury. Na oficjalne zapytanie brata Aleksandra Grigorjewicza w tej kwestii odpowiedział rozdrażniony Pana brat ma niemożliwy charakter. Pomimo pocieszeń ze strony kolegów naukowców, przypominających o tym, że m.in. Mendelejewa i Miecznikowa także nie dopuszczono, Stoletow ciężko przeżył ten fakt. Również władze uniwersytetu okazywały swoje niezadowolenie z powodu jego niezależnych poglądów. Z natury raczej wątłego zdrowia, Stoletow doznał załamania. Pod koniec 1894 wydawało się, że stan jego zdrowia poprawia się; Stoletow poświęcił się organizacji sekcji fizyki na IX Zjeździe Przyrodoznawców i Lekarzy. Jednakże z początkiem zimy 1895 zdrowie jego uległo pogorszeniu. Zmarł na zapalenie płuc latem 1896.

## Wkład naukowy

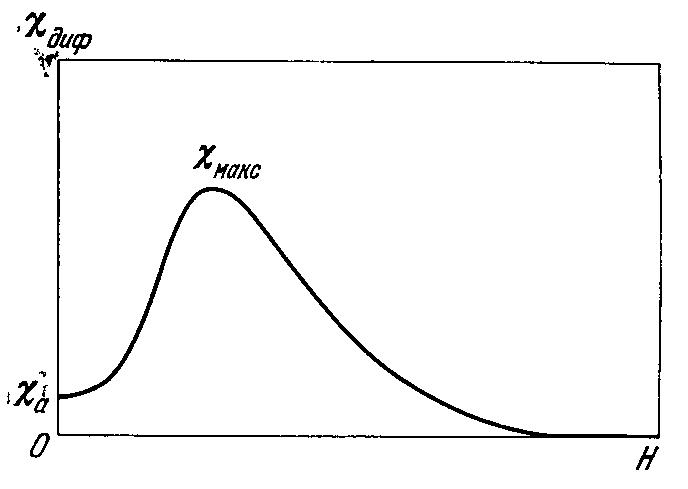
Krzywa Stoletowa

Do najbardziej doniosłych dokonań Stoletowa należą pionierskie prace w zakresie ferromagnetyzmu oraz odkrycie praw rządzących efektem fototoelektrycznym zewnętrznym.
- Jako pierwszy wykazał, że przy zwiększaniu pola magnetycznego Podatność magnetyczna żelaza z początku wzrasta, a potem, po osiągnięciu maksimum, maleje. (1872)
- Otrzymał krzywą przenikalności magnetycznej ferromagnetyku. (Krzywa Stoletowa)
- Był autorem dwóch metod magnetycznych pomiarów substancji (metody toroidu z zamkniętym obwodem magnetycznym i pomiaru namagnesowania przy pomocy galwanometru balistycznego.
- Przeprowadził szereg eksperymentów w zakresie pomiaru wielkości stosunku jednostek elektromagnetycznych i elektrostatycznych (1876)
- Przeprowadził cykl prac badawczych w zakresie fotoefektu zewnętrznego, odkrytego w roku 1887 przez Hertza.
- Zbudował pierwszy fotoelement, oparty na zjawisku fotoefektu zewnętrznego
- Odkrył wprost proporcjonalną zależność między natężeniem fotoprądu i intensywnością padającego na fotokatodę światła (pierwsze prawo zewnętrznego fotoefektu, prawo Stoletowa)
- Odkrył zjawisko obniżenia wraz z czasem czułości fotoelementu (1889).
- Stworzył podstawy metod ilościowych badania fotoefektu.
- Był autorem metody fotoelektrycznej kontroli intensywności światła.
- Badał niesamoistne wyładowania w gazach.
- Odkrył, że stosunek natężenia prądu elektrycznego i ciśnienia gazu przy maksymalnym natężeniu jest wielkością stałą (Stała Stoletowa.
- Przeprowadził cykl prac z zakresu badania stanu krytycznego (1892–1894)[8]